# Дорошок, Виктор Васильевич
Виктор Васильевич Дорошок (10 июля 1945 — 12 июня 2023) — российский преступник, бывший мэр города Усть-Илимск Иркутской области.

## Биография
Виктор Дорошок родился 10 июля 1945 года в городе Нижнеудинск Иркутской области. После окончания средней школы он поступил в Иркутский политехнический институт, который спустя пять лет закончил. С 1964 по 1967 год проходил срочную службу в рядах Советской Армии. Начиная с 1976 года Дорошок начал работать в лесной промышленности. Его местом работы стал Усть-Илимский лесопромышленный комплекс.
В начале 1990-х годов Дорошок уволился и основал кооператив «Ксилема», занимавшийся производством щепы. Вскоре у него произошёл конфликт с заместителем директора Усть-Илимского лесопромышленного комбината Александром Пуртовым. Пуртов был недоволен тем, что Дорошок безо всякой оглядки на антимонопольное законодательство повышал цены на щепу как единственный поставщик этой продукции в городе. Он подал иск в Арбитражный суд, где сумел доказать незаконность приватизации «Ксилемы» и добиться решения о передаче её имущества в собственность лесопромышленного комбината. Дорошок обжаловал решение суда.
В самый разгар судебных прений, 19 декабря 1996 года, Пуртов был убит в своём собственном коттедже, в посёлке Лесной, двумя выстрелами в грудь. По горячим следам правоохранительными органами были задержаны убийцы — Александр Федосимов и Олег Пихунов. Они не выдали заказчика — Виктора Дорошка, и были осуждены.

## Политическая карьера
В 1998 году Виктор Дорошок был избран мэром Усть-Илимска. Впоследствии он ещё дважды переизбирался на новые срока — в 2001 и 2005 годах. С его приходом в городе многое изменилось. Журналист Татьяна Костицына рассказывала впоследствии:
...Дорошок все городские СМИ подмял под себя. Если у меня, как у журналиста была определённая свобода в том, что я могла анализировать работу дома, но по Дорошку мне тоже не рекомендовали работать. Да и боялась, конечно... Ну а кто у нас тут не боялся Дорошка?..
По некоторым данным, Дорошок был одно время тесно связан с местным предпринимателем Владимиром Ташкиновым, который впоследствии также стал мэром Усть-Илимска. Именно Дорошок предложил Ташкинову, как другу, участвовать в выборах мэра, когда Дорошок баллотировался на третий срок и составить ему конкуренцию, ввиду отсутствия таковой. Ташкинов принял предложение, но потом решил сам стать мэром. Он так рассказывал об этом:
...Я так понял, что Дорошок — это тот человек, который не помнит ни добра, ничего, а просто может всё забрать. Я, помнится, был удивлён, когда он отказал мне в приватизации моих объектов. Посоветовавшись со своими друзьями, я решил пойти на пост мэра, потому что иначе потерял бы весь бизнес...
Между Ташкиновым и Дорошком началась самая настоящая война с использованием компромата, журналистских расследований и прочих подобных инструментов. Но на выборах Ташкинов проиграл, и тогда команда Дорошка стала разрушать его бизнес. Об этом заявлял председатель городской думы Усть-Илимска Сергеев:
...Он впрямую объявил: магазины пусть криминал забирает себе, клубы отдадим другим предпринимателям, а Ташкинова — выселить из города...
Не раз вспоминали и об убийстве Пуртова. Татьяна Костицына рассказывала:
...Когда было совершено убийство Пуртова, весь город не сомневался, что это по заказу Виктора Васильевича. В то время нужно было решать проблемы, и их решали. Что было дальше, никого не волновало, нужна была ближайшая перспектива, думаю, что Дорошка это и подвело...
Ташкинов говорил по поводу связей Дорошка с криминалом так:
...Бандиты даже поставили офис рядом с администрацией города, и замы Дорошка бегали в этот офис согласовывать с ними вопросы приватизации, бюджета...

## Уголовное преследование Дорошка
Тем временем из мест лишения свободы вернулись Федосимов и Пихунов. Имея личную обиду на Дорошка, они дали показания против него. В результате, через одиннадцать лет Виктор Дорошок был обвинён в организации убийства Александра Пуртова. 15 августа 2007 года он был арестован в Иркутском аэропорту. Дорошок отказывался давать какие-либо показания, мотивируя весь процесс заказом своих политических оппонентов. В феврале 2008 года суд прекратил преследование в отношении Дорошка, мотивировав это истечением десятилетнего срока давности. Решение суда вызвало бурю негодования среди населения Усть-Илимска. Было написано письмо Президенту Российской Федерации. В результате на новом процессе, 24 июля 2009 года, Виктор Дорошок был приговорён к девяти годам лишения свободы с отбыванием наказания в колонии строгого режима. Верховный Суд России оставил приговор без изменения.
После освобождения проживал в Усть-Илимске.
Умер 12 июня 2023 г.

## Документальные фильмы
- Документальный фильм «Крёстный мэр» из цикла «Честный детектив»